# 水牛 (怀俄明州)
水牛（英語：Buffalo），是美国怀俄明州约翰逊县（Johnson）下属的一座城市。该市的人口在2000年为3,900人，2010年有4,585，2011年则估计有4,624人。